# Henri-Lucien Doucet

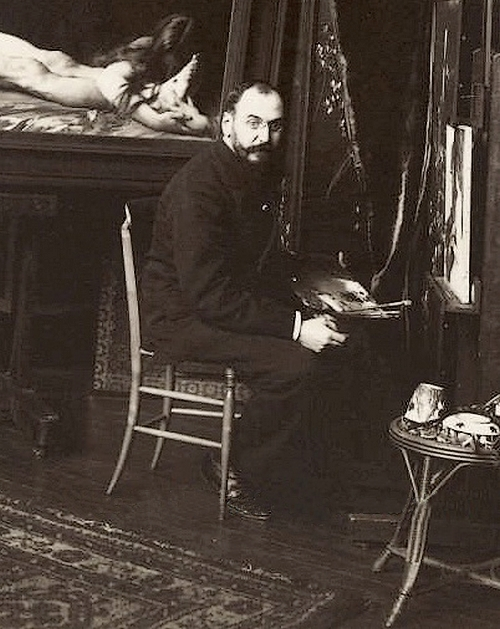
Henri-Lucien Doucet, ca. 1890

Henri-Lucien Doucet (* 23. August 1856 in Paris; † 31. Dezember 1895 ebenda) war ein französischer Maler, der für seine Gesellschaftsbilder und Porträts bekannt war.

## Leben
Henri-Lucien Doucet wurde am 23. August 1856 in Paris als Sohn eines Eisenbahninspektors der Compagnie d’Orléans geboren. Er studierte an der École des Beaux-Arts in Paris bei Jules Lefebvre und Gustave Boulanger.
Seine Themen reichten von historischen Szenen bis hin zu Porträts, aber am bekanntesten ist er für seine Gesellschaftsbilder. Er debütierte 1877 im Alter von 21 Jahren im Pariser Salon. Es folgte eine erfolgreiche Karriere, die ihm zahlreiche Auszeichnungen und Preise einbrachte. Unter anderem erhielt er 1880 den Prix de Rome für sein Werk La reconnaissance d'Ulysse et de Télémaque (Die Wiedervereinigung von Odysseus und Telemach) (1880).
Die Gemälde, die Doucet für den Salon von 1877 eingereicht hatte, lösten einen kleinen Skandal aus, vor allem jene, die er während seines Aufenthalts in der Villa Medici gemalt hatte. Ein Gemälde mit dem Titel „Berenice“ schickte er nach Rom. Das dortige Institut weigerte sich, das Bild in der Ecole des Beaux-Arts auszustellen, weil es eine „unverschämte Anspielung“ sei.
Henri-Lucien Doucet war eine streitbare Persönlichkeit und lag mit vielen seiner Zeitgenossen im Streit, vor allem mit Louis Cabat, dem damaligen Direktor der Académie Française in Rom. Cabat störte sich an der gewagten Komposition und Farbgebung seines Gemäldes mit dem Titel „Harem“. Dies machte Doucet zu einer Art „Cause célèbre“. In seinen ersten Gemälden zeigt Doucet, dass er Jules Bastien-Lepage viel zu verdanken hatte, doch nach seiner Rückkehr nach Frankreich verlor er viel von seiner emotionalen Leidenschaft und seinem Eifer. Henri-Lucien Doucet unterrichtete an der Académie Julian und war zum Zeitpunkt seines Todes Professor für Zeichnen an der École Polytechnique.

## Werk

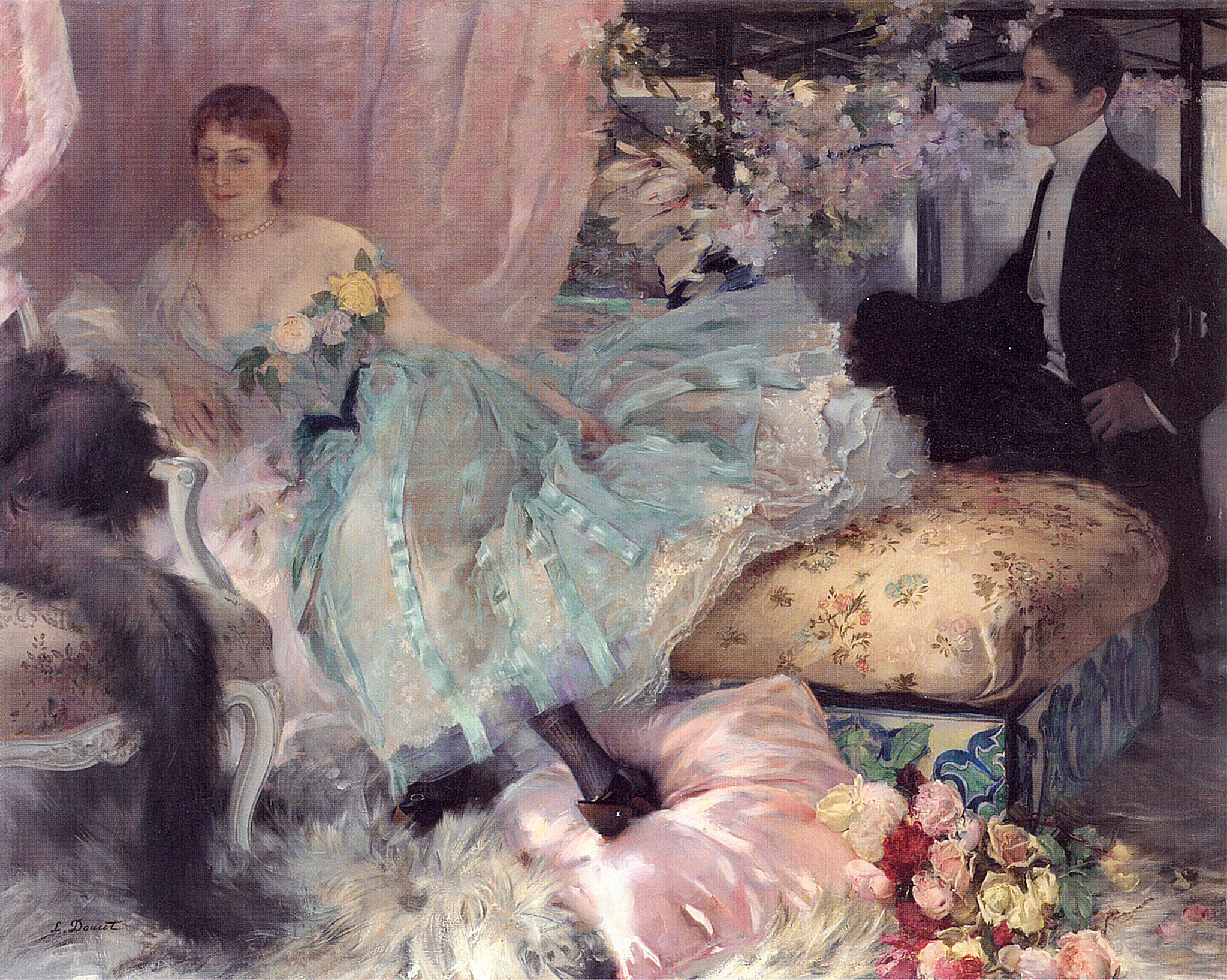
Henri-Lucien Doucet: Après le bal, 1889

Henri-Lucien Doucets Werk umfasst zahlreiche Porträts von Zeitgenossen, darunter:
- Célestine Galli-Marié als Carmen (1884, Musée des Beaux-Arts de Marseille)
- Princesse Mathilde (1894, Musée national des châteaux de Versailles et de Trianon)
- Mes parents (1890, Musée des Beaux-Arts de Lyon)
- Une Espagnole (Musée de Pontoise)

Henri-Lucien Doucet stellte oft mondäne Szenen dar, ähnlich wie Jean Béraud. Sein bekanntestes Werk ist Après le bal (1889), das einen galanten Moment einfängt und Einflüsse von Édouard Manets Olympia und all die Kühnheit zeigt, die Louis Cabat so gereizt hatte. Zwischen den beiden Figuren herrscht eine Spannung, die dem konservativen viktorianischen Publikum höchst unpassend erschien.